# 纽约植物园
纽约植物园（New York Botanical Garden）是美国重要的植物园之一，位于纽约布朗克斯布朗克斯公园。其占地约100公顷，拥有一些世界领先的植物实验室。其全年提供大型花展等大型展览，参观游客每年可达八十万人。

## 建园历史
纽约植物园所处的大部分土地曾属于罗瑞拉德家族。纽约市政府收购了罗瑞拉德家族及周边的土地，并欲成立一个动物园和一个植物园。1891年，植物园在罗瑞拉德庄园的一部分（之前由烟草巨头皮埃尔·罗瑞拉德拥有）及圣约翰学院东校园的一部分（现为福特汉姆大学）上成立。为了筹建植物园，托里植物协会（Torrey Botanical Club）和哥伦比亚大学的植物学家纳塔涅尔·洛尔·布里顿（Nathaniel Lord Britton）及他的妻子伊丽莎白·奈特（Elizabeth Knight）举行了莫捐活动。1967年，纽约植物园被宣布为国家历史地标。

## 园区
纽约植物园包含了50个不同的园区。游客参观到阶梯瀑布、湿地及一个占地约20公顷未砍伐过的原始纽约森林，其中生长着橡树、美国山毛榉、樱桃、桦木、郁金香和白蜡树等树木，部分的树龄已超过200年。纽约植物园的重要景点包括19世纪90年代的“水晶宫式”锻铁温室，现称之为奥普特温室（Haupt Conservatory）；1916年由贝娅特丽克丝·琼斯·法兰德（Beatrix Jones Farrand）创建的佩吉·洛克菲勒玫瑰园（Peggy Rockefeller Rose Garden）；岩石花园；约15公顷的针叶树林；学术设施包括一个传播中心，馆藏达55万册的图书馆和馆藏超过700万份且标本已距今300年的的植物标本馆。纽约植物园的核心是约20公顷的原始森林，其为17世纪欧洲殖民者到达纽约市砍伐森林后的残余林区。森林被纽约市内唯一的淡水河布朗克斯河分为两部分，具河谷和险滩。沿岸有地标性的石材厂，其前身为1840年建立的罗瑞拉德烟厂。

## 研究实验室
辉瑞植物研究实验室由美国国家海洋和大气管理局、纽约州和纽约市共建，其得名于最大的捐助者。该实验室成立于2006年，是纽约植物园重要的研究机构。其为纯粹的研究机构，所进行的项目比其他大学及制药公司更多样化。其研究重点为植物基因组学，研究基因在植物发育中如何发挥作用。旨在回答查爾斯·達爾文的“可恨之谜”，即何时、何地、为何出现了开花植物。实验室的研究也涉及了分子系统学，其作为证据可揭示进化的历史及植物物种间的关系。科研人员也研究纽约市移民社区中使用的植物，及部分植物产生神经毒素的遗传机制，该研究可能关系到人类神经性疾病。自19世纪90年代起，纽约植物园就已在全球范围内开展了约2000次考察活动，以采集野生植物标本。在辉瑞植物研究实验室内，从许多不同植物物种获得的DNA基因组被用于创建一个世界植物基因库。数百万份标本存放于一个71.3平方米的DNA冷冻储藏室中，其中包括了稀有，濒危或已灭绝的物种。为防止断电意外，实验室配备了一个300千瓦的发电机。
阿尔弗雷德·P·斯隆基金会（Alfred P. Sloan Foundation）已捐助纽约植物园572000美元以进行名为“生命之树条码”（TreeBOL）的项目。其通过对来自世界各地10万个不同的树木物种的DNA进行采样，该计划将记录植物的多样性并推动植物条码的进程。

## 学术图书馆
1899年建立的LuEsther T. Mertz图书馆被认识是美洲最大最全面的植物学图书馆。除植物学和园艺学外，图书馆的馆藏还为历史、人类学、景观及建筑设计、建筑史、民族植物学、经济植物学、城市社会历史和环境政策等方面的研究作出了巨大贡献。除了当代的学术著作和期刊，图书馆还收藏了许多珍贵的历史资料，如17世纪欧洲王侯花园的描述，18世纪的植物学考察及发现，及卡尔·林奈和查尔斯·达尔文的手稿。

## 出版刊物
纽约植物园出版社是纽约植物园的出版机构，其负责发表对学术期刊及一些书籍的同行评议。其出版的刊物有：
- 《经济植物学研究进展》（Advances in Economic Botany）
- 《植物学回顾》（Botanical Review）
- Brittonia
- 《纽约植物园稿件》（Contributions from The New York Botanical Garden）
- 《新热带植物志》（Flora Neotropica）
- 《山间植物志》（Intermountain Flora）
- 《纽约植物园回忆录》（Memoirs of The New York Botanical Garden）

## 外部連結
- 纽约植物园官网 （页面存档备份，存于） （英文）
- 纽约植物园一览（英文）